# Ранилуг
Ранилуг (алб. Ranillug или Ranillugu) је насељено место у општини Косовска Каменица, које се налази на истоку Косова и Метохије и припада Косовскопоморавском управном округу. Према попису из 2024. било је 632 становника.
Село Ранилуг је седиште истоимене Унмикове општине Ранилуг издвојене из општине Косовска Каменица.

## Географија
Ранилуг је рурално насеље збијеног типа са око 844 становника, које се налази 15 km јужно од Косовске Каменице и припада истоименој општини. Смештено је на десној обали Биначке Мораве на 450 m нмв, на додиру моравске равнице и подножја прешевске Црне Горе, чији је највиши врх Островица са 1.166 m нмв. Површина сеоског атара износи 1.156 ha, а у њему се налази пространи комплекс борове шуме (350 ha), смештен на падинама прешевске Црне Горе. Ранилуг је седиште месне канцеларије за шест насеља (Глоговце, Горње и Доње Кормињане, Доморовце, Петровце и Ранилуг).
По предању, назив потиче од раног листања шуме (луга), само село сачињава шест махала: 
1. Танасковићску,
2. Лукарску,
3. Говедровићевску,
4. Гулићевску,
5. Поточане и
6. Боцићевску.

Индекс демографског старења креће се у распону од 0,1 (1961) до 0,4 (1981).

## Порекло становништва по родовима
Подаци из 1929. године:
Српски родови:
- Лукарци (4 куће, Св. Мина), староседеоци. Око 1770. године избегли од Арбанаса у Овче поље, па пошто ту нису могли да опстану, иду у Врање и одатле се из истог узорка враћају на старину, где су затекли село премештено у равницу.
- Пајкићи (5 к., Св. Мина), исто као и код Лукараца. Ови су у новом селу били у горњем крају, па како су били на крви с Арбанасима, пређу у доњи део села, да би се тиме боље заклонили.
- Говедаровићи (22 к., Св. Мина). Старина и кретање као код Лукараца.
- Апићи (4 к., Св. Мина). Старина и кретање као код Лукараца.
- Боцићи (13 к., Св. Мина). Старина и кретање као код предњих родова.
- Висићовци(4 к., Св. Мина). Старина и кретање као код првих родова. Сви ови родови са крсном славом Св. Мина имају заједничко порекло.
- Кривошијићи (1 к., Св. Никола), старином су из Црне Горе из племена Кривошије.
- Гулићи (10 к., Св. Арханђео). Старином су из Црне Горе; од крвне освете избегну око 1680. године у Мирдите, ту привидно приме католицизам, а после око 1780. године се због крви иселе у Грајовце (између Подграђа и Билинца. У Ранилуг су досељени око 1810. године.
- Танасковићи (23 к., Св. Никола), сродници Ковачевих у Коретишту, па им је и старина иста (прилепски крај). Живели у ранилушкој планини, па се преместили после повратка Лукараца.
- Поточани (13 к., Св. Арханђео), пресељени око 1830. године из Мећаве (између Подграђа и Буковика, јер су им Арбанаси заклали једног укућанина.
- Милачићи (4 к., Св. Лазар), досељени око 1830. године из Црне Горе.
- Ђелићи (4 к., Св. Андреја), досељени око 1810. године из Шилова код Гњилана.
- Натини (1 к., Св. Никола), досељени из Горњег Ливоча око 1830. године.
- Осмајовићи (4 к., Св. Димитрије), досељени из Топонице око 1850. године као слуге. Пошто је изумро стариначки род Колановића, узели су на чување једну девојчицу из тог рода, па је доцније венчали са једним својим укућанином и наследили имање.
- Живини (2 к., Св. Никола), досељени око 1860. године из Горње Мораве као слуге.
- Крлевићи (3 к., Св. Никола), пресељени из Добрчана почетком 20. века. Старином су из Српске Куће код Бујановца.
- Златићи (2 к., Св. Ђорђе), предак пресељен из Доњег Кормињана као пасторак код Боцића.
- Миличић (1 к., Св. Никола), пресељен из Горњег Кормињана 1895. год. као чифчија. Старином су из Кололеча.
- Мулић (1 к., Св. Никола) је непознате старине.
- Ташић (1 к., Св. Никола), пресељен из Томанца.

## Историја
Први писани помен о селу датира из 1258. године. Припада старим српским расељеним па, касније, обновљеним насељима, пошто су се преци садашњег становништва прво раселили, па су се ти исти становници доселили 1770. године и касније.
Српска народна школа је радила у месту од 1869. године и није прекидала рад.
У попису из 1912. године наводи се да у селу има 114 кућа.
Електрифициран је 1959. године, а телефонске везе добија 1994. године. Снабдевање водом се обавља из копаних бунара, а у Ранилугу делимично постоји канализациону мрежу. Раније је село било познато по гајењу конопље и по ужарству, а од 1912. до 1960. године седиште је истоимене општине за 14 насеља.

## Религија
Становништво слави Светог Архангела, Светог Николу летњег и зимског, Светог Стефана, Светог Лазара, Свету Мину и Светог Ђорђа, док је сеоска слава је Усековање главе Светог Јована.
У селу се налазе две православне цркве (црквена слава је први дан Духова):
- црква Свете Тројице, подигнута 1770. године
- црква Светог Јована, подигнута 1900. године

На месту Рељан, поред села постоје рушевине старе српске цркве Светог Спаса.

## Привреда
Ранилуг је ратарско-сточарско (27,9% аграрног становништва).

## Образовање, култура и спорт
У Ранилугу постоји осморазредна ОШ „Вељко Дугошевић“ (почела са радом 1858. године) која има око 450 ученика, средња Економско-трговинска школа, дом културе, пошта, здравствени центар, ветеринарски пункт. Године 2004. у Ранилугу је отворено истурено одељење Филозофског факултета из Косовске Митровице (групе за Енглески и Српски језик) и Виша педагошка школа. Такође, од 17. јула 2005. године постоји и кошаркашки клуб КК „Божур“, који окупља преко 60 деце, узраста од 8 до 13 година.